# Ted Healy
Ted Healy, nascido Charles Ernest Lee Nash (Kaufman, 1 de outubro de 1896 — Los Angeles, 21 de dezembro de 1937) foi um ator e comediante estadunidense. Foi o primeiro empregador dos Três Patetas, famoso grupo de humor estadunidense, mas também teve uma bem sucedida carreira.
Healy teve a primeira caricatura desenhada por Alex Gard para enfeitar as paredes do Sardi's, um famoso restaurante localizado em Nova York.

## A vida de Healy
Healy nasceu em Kaufman, estado do Texas, nos EUA, como Charles Ernest Lee Nash, e foi apelidado de Lee. Em 1912, Nash e seu amigo de infância Harry Moses Horwitz (mais tarde conhecido como Moe Howard dos Três Patetas) se juntaram a companhia de Annette Kellerman, num espetáculo de vaudeville que incluía quatro rapazes. Contudo, o trabalho terminou rapidamente, após um acidente no palco. Nash e Howard, então, seguiram caminhos diferentes. Nash fundou uma companhia de vaudeville e adotou o nome artístico de Ted Healy.
A companhia de Healy foi um sucesso, e ele logo se firmou como comediante e mestre de cerimônias. Na década de 1920, ele era o artista mais bem pago no vaudeville, ganhando US$ 9 mil por semana. Healy contratou artistas para o seu espetáculo no palco, incluindo sua nova esposa Betty.
Quando alguns de seus acrobatas saíram em 1922, Moe Howard respondeu ao anúncio para substituí-los. Como Howard não era acrobata, Healy contratou seu velho amigo como um fantoche (termo utilizado para definir alguém que personifica um membro do público que é chamado ao palco).

## O início dos Três Patetas
O irmão de Howard, Shemp, juntou-se ao espetáculo em 1923, e Larry Fine em 1925. As peças de vaudeville de Healy (como Uma noite em Veneza, Uma Noite Na Espanha, e Noites Novaiorquinas), incluíram o trio com vários nomes, assim como Ted interpretando um cavalheiro sulista, mas nunca como Ted Healy e os três patetas.
Moe Howard fez uma pausa em 1927 após o nascimento de sua filha. O grupo se reuniu em 1928 e apareceu em várias produções da Broadway, levando a uma aparição no filme de 1930 Soup to Nuts. Em 1931, os Três Patetas romperam com Healy após uma disputa sobre um contrato de cinema. Eles começaram a trabalhar por conta própria, usando apelidos, como "The Three Lost Souls" e "Howard, e Howard Fine", muitas vezes utilizando parte dos roteiros dos espetáculos de Healy. Healy posteriormente os processou pela utilização de seu material. No entanto, os roteiros pertenciam a corporação de teatro Shuberts (para quem as roteiros foram produzidos), e desde que os Três Patetas tinham a permissão do Shuberts para usá-lo, Healy perdeu o processo.
Healy, em seguida, contratou um novo grupo, formado por Eddie Moran, logo substituído por Richard Hakins, Jack Wolf, e Paul Garner. Os Três Patetas voltaram ao espetáculo de Healy em 1932, mas Shemp abandonou o grupo, pouco depois, sendo substituído por seu irmão mais novo Curly Howard. Contudo, voltaram a se separar no início de 1934.
Healy foi um artista de grande sucesso e uma das maiores estrelas de sua época, sendo citado como uma influência formativa por Red Skelton, Milton Berle e Bob Hope. Como mentor dos jovens Patetas, ele praticamente inventou o estilo de brincadeiras brutais que fez deles lendas, e se, ao longo do caminho, os tirou de sua parcela justa dos lucros, seu papel fundamental em sua história merece ser reconhecido. Dito isto, não há dúvidas de que Healy foi um chefe terrível, abusivo, alcoólatra e difícil de lidar.

## Depois dos Três Patetas
Healy teve uma carreira promissora no cinema, onde foi bem sucedido em papéis cômicos, onde ele era frequentemente reunido com novos "Patetas", incluindo Jimmy Brewster, Red Pearson e Glasser Sammy e em papéis dramáticos. Depois que os Três Patetas deixaram seu grupo em 1934, Healy apareceu numa sucessão de filmes da 20th Century Fox, Warner Brothers e MGM. Durante este período, Healy passou a usar uma peruca em público. Seu último filme, Hollywood Hotel (1937), foi lançado poucos dias após sua morte.

## A morte súbita
Uma nuvem de mistério ainda paira sobre a causa da morte prematura de Healy. Atribuiu-se a graves ferimentos na cabeça sofridos em uma boate durante a comemoração do nascimento de seu primeiro filho. Relatórios contraditórios afirmam que o comediante morreu de infarto do miocárdio em sua casa em Los Angeles.
Dois dias antes de sua morte, Healy visitou a esposa de Moe Howard, Helen, em seu apartamento em Hollywood com a notícia de que Betty Hickman, sua segunda esposa, estava grávida. Animado com a perspectiva de seu primeiro filho, disse à esposa de Howard, "Vou fazê-lo o garoto mais rico do mundo." Howard declarou mais tarde em uma entrevista que Healy sempre quis ter filhos e que foi irônico que o nascimento iminente de seu primeiro filho antecedeu a sua própria morte. Howard lembrou: "Ele era louco por crianças. Ele costumava visitar as nossas casas e invejava o fato de que todos nós estávamos casados e tínhamos filhos. Healy sempre adorou crianças e, muitas vezes, deu festas de Natal para jovens carentes e gastava centenas de dólares em brinquedos".
No momento da morte de Healy, os Três Patetas (composto por Moe, Larry e Curly) estavam no Grand Central Terminal em Nova Iorque preparando-se para ir a Boston. Antes da partida, Howard chamou Rube Jackter, chefe do departamento de vendas da Columbia Pictures, para confirmar o seu espetáculo em benefício do Hospital de crianças de Boston. Durante a conversa, Jackter disse à Howard que o editor da noite do The New York Times queria falar com ele. Howard telefonou para o Times. O editor, sem saudá-lo, perguntou secamente: "É Moe?" Howard disse que era. O editor então, perguntou: "Você gostaria de fazer uma declaração sobre a morte de Ted Healy?" Howard ficou atordoado. Deixou cair o telefone. Cruzando os braços sobre a cabeça, Howard começou a soluçar. Curly e Larry correram para a cabine de telefone para avisar Howard que seu trem estava prestes a sair. Eles o encontraram, chorando. Howard raramente mostrava abertamente suas emoções, e não explicou o motivo de seu colapso emocional até que embarcou no trem. Quando eles chegaram de volta a Hollywood, souberam os detalhes da morte de Healy de um amigo escritor, Henry Taylor. Taylor disse a Howard que Healy tinha saído para beber no clube noturno Trocadero (Los Angeles) no Sunset Strip, e brigou com três rapazes de faculdade. Healy chamou-lhes de nomes vis e se ofereceu para ir para fora do clube para cuidar deles, um de cada vez. Uma vez lá fora, Ted não teve chance de levantar os punhos. Os três homens o atacaram, derrubando-o no chão e o chutaram na cabeça, costelas e no estômago. Um amigo de Healy, o ator Joe Frisco entrou em cena, tirou-o da calçada e o levou para seu apartamento, aonde Ted morreu de concussão cerebral.
No entanto, uma outra versão muito diferente afirma que Healy foi espancado até a morte pela lenda do cinema Wallace Beery, Albert R. Broccoli (mais tarde produtor de filmes de James Bond) e um primo deste, Pat DiCicco, que era agente e produtor de filmes, alem de ser um mafioso que trabalhava para Lucky Luciano. Esta versão aparece no livro de E.J. Fleming The Fixers:: Eddie Mannix, Howard Strickling, e Máquina de Publicidade da MGM. Sob as ordens do chefe de estúdio Louis B. Mayer, a MGM enviou Beery, uma de suas propriedades mais valiosas, para a Europa durante vários meses, enquanto a história dos "três rapazes da faculdade" foi fabricada para ocultar a verdade. (Registros de imigração confirmam uma viagem de quatro meses para a Europa por parte Beery imediatamente após a morte de Healy, terminando 17 abril, 1938.
Apesar de seu salário considerável, Ted Healy morreu sem um tostão. Membros da equipe da MGM iniciaram um fundo para pagar seu enterro. Moe Howard mencionou mais tarde que o produtor Bryan Foy, membro de uma família famosa do vaudeville, contribuiu com uma parte considerável para o funeral. De acordo com Howard, mesmo no auge de sua carreira no palco, Ted recusou-se a economizar dinheiro e gastava cada centavo do seu salário tão rápido quanto ele ganhava. Healy gostava de apostar em cavalos, e seu passatempo favorito era a programação das corridas.
Healy deixou viúva, Betty Hickman, com quem se casou em 15 de maio de 1936 e seu filho, John Jacob Nash - que foi batizado na Igreja de Santo Agostinho, uma semana após a morte de Healy.
Ted Healy está enterrado no Calvary Cemetery em Los Angeles, Califórnia.

## Filmografia
- Wise Guys Prefer Brunettes (1926) - Napoleon Fizz
- Soup to Nuts (1930) -	Ted "Teddy"
- A Night in Venice (1931)
- Nertsery Rhymes (1933) - Papa
- Stop, Sadie, Stop (1933) - Ted
- Beer and Pretzels (1933) - Ted Healy
- Hello Pop! (1933) - Pai
- Stage Mother (1933) - Ralph Martin
- Bombshell (1933) - Junior Burns
- Plane Nuts (1933) - Ted Healy
- Meet the Baron (1933) - Zelador principal
- Dancing Lady (1933) -	Steve
- Myrt and Marge (1933) - Mullins
- Fugitive Lovers (1934) - Hector Withington, Jr.
- Lazy River (1934) - William "Gabby" Stone
- The Big Idea (1934) - Ted Healy
- Hollywood Party (1934) - Repórter
- Operator 13 (1934) - Doutor Hitchcock
- Paris Interlude (1934) - Jimmy
- Death on the Diamond (1934) - Terry "Crawfish" O'Toole
- The Band Plays On (1934) - Joe
- Forsaking All Others (1934)
- The Winning Ticket (1935) - Eddie Dugan
- The Casino Murder Case (1935) - Sargento Heath
- Reckless (1935) - Smiley
- Murder in the Fleet (1935) - Gabby O'Neill
- La Fiesta de Santa Barbara (1935) - Ted Healy
- Mad Love (1935) - Reagan
- Here Comes the Band (1935) - Happy
- It's in the Air (1935) - Clip McGurk
- Speed (1936) - Clarence Maxmillian "Gadget" Haggerty
- San Francisco (1936) -	Mat
- Sing, Baby, Sing (1936) - Al Craven
- The Longest Night (1936) - Sargento Magee
- Mad Holiday (1936) - Mert Morgan
- Man of the People (1937) - Joe The Glut
- The Good Old Soak (1937) - Al Simmons
- Varsity Show (1937) - William Williams
- Hollywood Hotel (1937) - Fuzzy Boyle
- Love Is a Headache (1938) - Jimmy Slattery
- Of Human Hearts (1938) - Ted Healy